# Martin James Bartlett
Martin James Bartlett (sinh năm 1996) là một nghệ sĩ piano cổ điển người Anh. Anh đã hai lần lọt vào vòng chung kết hạng mục đàn phím cuộc thi Nhạc sĩ trẻ của năm của đài truyền hình BBC, trong đó năm 2014 anh là người chiến thắng.

## Giáo dục
Từ năm 2010, Bartlett theo học tại Trường Purcell dành cho các nhạc sĩ trẻ, một trường tư thục nội trú và bán trú ở thị trấn Bushey ở Hertfordshire.